# Galaxiella munda
Galaxiella munda là một loài cá thuộc họ Galaxiidae. Nó là loài đặc hữu của các vùng nước nội địa tây nam Tây Úc, và có tên tiếng Anh là Western mud minnow. 
Loài này dài tối đa 6 xentimét (2 in). Chúng có vòng đời 1 năm.
Loài này sinh sống ở góc tây nam của Tây Úc. Chúng sinh sống ở sông, suối, hồ, đầm lầy giữa Albany và Ellen Brook. Chúng chịu được môi trường axit với độ pH đến 3.0.